# Jeroen Smit
Jeroen Smit (Gorinchem, 3 januari 1963),  is een Nederlands bedrijfskundige en journalist. Van september 2011 tot september 2015 was hij hoogleraar journalistiek aan de Rijksuniversiteit Groningen.

## Studie en carrière
Na de basisschool volgde Smit het VWO aan de Alexander Hegius Scholengemeenschap in Deventer, waar hij onder andere het vak Russisch had.
Hij studeerde bedrijfskunde aan de Rijksuniversiteit Groningen. Al spoedig maakte hij de overstap naar de journalistiek. Hij was redacteur bij Het Financieele Dagblad,  chef economie bij het Algemeen Dagblad en van 2000 tot 2002 initiërend hoofdredacteur en uitgever van Reed Elsevier’s zakenweekblad FEM/De Week.
Sinds 2004 is hij actief als freelance journalist. Naast het schrijven van columns en commentaren over bedrijfseconomische en managementonderwerpen, presenteert hij ook radio- en tv-programma’s. Voor BNR Nieuwsradio presenteerde hij BNR Laat en Marktveroveraars, en voor de NPS de tv-programma’s Nova en Buitenhof.
Smit verwierf als onderzoeksjournalist faam met het schrijven van boeken over een tweetal spectaculaire debacles, die het Nederlandse bedrijfsleven in het eerste decennium van de nieuwe eeuw troffen, te weten Het Drama Ahold (2004) en De Prooi, blinde trots breekt ABN Amro (2008).
In 2005 werd ‘Het Drama Ahold’ onderscheiden met de prijs ‘managementboek van het jaar’.
Het boek ‘De Prooi, blinde trots breekt ABN Amro’, verscheen op 30 oktober 2008, precies een jaar na het verdwijnen van de bank. Het boek werd aangeboden aan Frank Heemskerk, staatssecretaris van Economische Zaken en oud-werknemer van ABN Amro. Inmiddels zijn er meer dan 250.000 exemplaren van verkocht.
Het boek won verschillende prijzen waaronder de ‘De Loep’, de prijs voor de beste onderzoeksjournalistiek uitgereikt door de VVOJ (Vereniging van Onderzoeksjournalisten) 2009.
Begin 2010 kreeg Smit voor ‘De Prooi’ de Machiavelliprijs. Voor Het Nationaal Toneel ging hun toneelbewerking op 10 maart 2012 in première in de Koninklijke Schouwburg te Den Haag.
Eind 2010 zond de NPS zijn tv-serie Leiders Gezocht uit. In dat programma gaat hij op zoek naar het antwoord op de vraag: wat voor leiderschap is nodig in de 21-ste eeuw?
Per 1 september 2011 werd hij benoemd tot hoogleraar Journalistiek aan de Faculteit der Letteren van de Rijksuniversiteit Groningen. Per september 2015 trad hij terug als hoogleraar en ging hij weer werken als journalist.
Vanaf 2023 presenteert Smit het HUMAN-programma Wat houdt ons tegen?.

## Bestseller 60
| Boeken met noteringen in de Nederlandse Bestseller 60 | Jaar van verschijnen | Datum van binnenkomst | Hoogste positie | Aantal weken | Opmerkingen                               |
| ----------------------------------------------------- | -------------------- | --------------------- | --------------- | ------------ | ----------------------------------------- |
| Het drama Ahold                                       | 2004                 | 25-02-2004            | 6               | 10           |                                           |
| De Prooi                                              | 2008                 | 05-11-2008            | 1(1wk)          | 65           |                                           |
| Nog lang en gelukkig                                  | 2016                 | 25-05-2016            | 35              | 1            | in samenwerking met Laurentien van Oranje |
| Het grote gevecht                                     | 2019                 | 30-10-2019            | 2               | 13           |                                           |